# Liste der Kulturdenkmale in Sommersdorf (Landkreis Börde)

Wappen von Sommersdorf

In der Liste der Kulturdenkmale in Sommersdorf sind alle Kulturdenkmale der Gemeinde Sommersdorf (Landkreis Börde) und ihrer Ortsteile aufgelistet. Grundlage ist das Denkmalverzeichnis des Landes Sachsen-Anhalt, das auf Basis des Denkmalschutzgesetzes des Landes Sachsen-Anhalt vom 21. Oktober 1991 durch das Landesamt für Denkmalpflege und Archäologie Sachsen-Anhalt erstellt und seither laufend ergänzt wurde (Stand: 31. Dezember 2022).

## Kulturdenkmale nach Ortsteilen

### Sommersdorf
| Lage                                       | Bezeichnung  | Beschreibung | Erfassungs- nummer | Ausweisungsart | Bild      |
| ------------------------------------------ | ------------ | --- | ------------------ | -------------- | --------- |
| Bergstraße (Karte)                         | Mühle        | Die Paltrockmühle prägt die Ortsansicht von Osten aus. Erbaut wurde die Mühle im Jahr 1904. Die Technik ist größtenteils erhalten geblieben. | 094 55674          | Baudenkmal     | Mühle     |
| Bergstraße 1 (Karte)                       | Bauernhof    | Kothof | 094 55704          | Baudenkmal     | BW        |
| Bergstraße 23 (Karte)                      | Bauernhof    | Das Wohnhaus des Bauernhofes ist ein zweigeschossiges Haus aus Fachwerk mit einem Satteldach. Im Jahre 1653 wurde es als Königskrug erwähnt. 1841 wurde es in Richtung Westen erweitert. Zum Bauernhof gehört ein L-förmiges Wirtschaftsgebäude. | 094 55685          | Baudenkmal     | BW        |
| Ernst-Thälmann-Straße 1 (Karte)            | Bauernhof    | Ackerhof | 094 55679          | Baudenkmal     | BW        |
| Ernst-Thälmann-Straße 8 (Karte)            | Bauernhof    | | 094 98353          | Baudenkmal     | BW        |
| Friedenswinkel 2 (Karte)                   | Scheune      | | 094 55680          | Baudenkmal     | BW        |
| Kleiberg 1, 2, 3, Völpker Straße 7 (Karte) | Platz        | Um dem Platz stehen zweigeschossige Fachwerkhäuser, wie sie für die Region typisch sind. Erbaut wurden die Häuser im 17. und 18. Jahrhundert. Außer den Wohnhäusern befinden sich noch eine Töpferei und eine Gaststätte am Platz. | 094 55682          | Denkmalbereich | Platz     |
| Lindenstraße 1 (Karte)                     | Bauernhof    | Der Ackerhof mit Wohnhaus wurde um 1842 erbaut. Das große Haus hat zwei Geschosse und eine Krüppelwalmdach. Die Geschoss sind durch Schmuckfriese getrennt. Zum Ackerhof gehören ein Stallgebäude und eine Scheune. Im Hof befindet sich eine Sandsteintreppe, der Hof ist im Mosaik gepflastert. Das Tor ist aus der Bauzeit. | 094 55681          | Baudenkmal     | Bauernhof |
| Rosa-Luxemburg-Straße (Karte)              | Kirche       | Die Kirche wurde im Jahre 1717 erbaut, der Westturm stammt in Teilen aus dem 15. Jahrhundert. Es ist ein Saalbau mit einem Turm und dreiseitigen Ostschluss. Im Inneren befindet sich ein Kanzelaltar aus dem Jahr 1718. Die Fenster sind farbverglast und stellen die Apostel Petrus und Paulus da. Erstellt wurden die Fenster im Jahr 1899. Auf dem Kirchhof befindet sich ein Mausoleum für den Gutsbesitzer Hosang. Südlich der Kirche befindet sich ein Kriegerdenkmal, es erinnert an die Gefallenen des Ersten Weltkrieges. | 094 55676          | Baudenkmal     | BW        |
| Rosa-Luxemburg-Straße 1 - 22 (Karte)       | Straßenzeile | | 094 55677          | Denkmalbereich | BW        |
| Völpker Straße 3 (Karte)                   | Villa        | Die Villa wurde für den Grubenbesitzer A. Hobohm erbaut. | 094 55675          | Baudenkmal     | BW        |

### Marienborn
| Lage | Bezeichnung                       | Beschreibung | Erfassungs- nummer | Ausweisungsart               | Bild                              |
| --- | --------------------------------- | --- | ------------------ | ---------------------------- | --------------------------------- |
| auf dem Weg nach Harbke, rechte Seite, Waldrand (Karte)                                                 | Sühnekreuz                        | | 094 98584          | Baudenkmal                   | Sühnekreuz                        |
| auf dem Weg nach Harbke, rechte Seite, Waldrand (Karte)                                                 | Wegweiser                         | | 094 98583          | Baudenkmal                   | Wegweiser                         |
| Koordinaten fehlen! Hilf mit.                                                                           | Transformatorenstation            | Transformatorenstation | 094 18879          | Baudenkmal                   |                                   |
| Gemeindeplatz 61, 63, 64, 66, 67, 69, Harbker Weg 87, 99, 100, Hauptstraße 36, 36a, Schulweg 62 (Karte) | Stift Marienborn                  | Stift Das Stift wurde gegen Ende des 12. Jahrhunderts gegründet. Zur gleichen Zeit wurde wahrscheinlich mit dem Bau der Klosterkirche begonnen. Ab 1784 wurde es ein adeliches Fräuleinstift, aufgehoben wurde das Stift im Jahre 1810. Zum Stift gehört die Kirche, der Süd- und Westflügel des Kreuzganges, das Pfarrhaus und die Domäne.                                                                                               | 094 56174          | Baudenkmal                   | Weitere Bilder                    |
| Gemeindeplatz (Karte)                                                                                   | Kirche                            | Kirche | 094 56174 001      | Teilobjekt eines Baudenkmals | Weitere Bilder                    |
| Schulberg 62 (Karte)                                                                                    | Klausur                           | Klausur | 094 56174 002      | Teilobjekt eines Baudenkmals | Klausur                           |
| Gemeindeplatz 61 (Karte)                                                                                | Pfarrhaus                         | Pfarrhaus | 094 56174 003      | Teilobjekt eines Baudenkmals | Pfarrhaus                         |
| Gemeindeplatz 63, 66, 67, 69; Altes Gut; Harbker Weg 87, 99, 100 (Karte)                                | Domäne                            | Domäne | 094 56174 004      | Teilobjekt eines Baudenkmals | Domäne                            |
| Hauptstraße (Karte)                                                                                     | Kapelle                           | Die Brunnenkapelle Sankt Marien wurde 1836 erbaut. Im 12. Jahrhundert wurde hier in der Nähe eine wundertätigen Quelle entdeckt. Es wurde eine erste Kapelle erbaut, die um 1400 neu erbaut wurde. Der heutige Bau wurde 1836 nach einem Entwurf von Peter Joseph Krahe erbaut. Es ist ein Bruchsteinbau mit einem Satteldach. Die Giebel sind mit einem Stufenfries verziert. Das rundbogige Portal befindet sich auf einer Giebelseite. | 094 56171          | Baudenkmal                   | Weitere Bilder                    |
| Hauptstraße 21 (Karte)                                                                                  | Bahnhof                           | Der Bahnhof liegt an der Bahnstrecke Braunschweig–Magdeburg. Erbaut wurde der Bahnhof 1872. In den 1920er Jahren wurde der Bahnhof für eine Güterabfertigung erweitert. Nach dem Zweiten Weltkrieg war der Bahnhof Marienborn der Grenzbahnhof in der DDR. Hier hielt jeder Zug von und nach Berlin. | 094 55996          | Baudenkmal                   | Bahnhof                           |
| Hauptstraße 36, 36a (Karte)                                                                             | Gewächshaus                       | Die Orangerie wurde 1810 erbaut. Von den Gewächshäusern aus Glas sind nur noch die Grundmauern vorhanden. Der dorische Tempel zwischen den Gewächshäusern besteht noch. | 094 56177          | Baudenkmal                   | Gewächshaus                       |
| Schulberg 51, 55, 57 (Karte)                                                                            | Häusergruppe Schulberg 51, 55, 57 | Häusergruppe aus schlichten Fachwerkhäusern, darunter die ehemalige Schule des Dorfs | 094 56172          | Denkmalbereich               | Häusergruppe Schulberg 51, 55, 57 |
| Ziegenberg 123 (Karte)                                                                                  | Wohnhaus Ziegenberg 123           | Wohnhaus in Fachwerkbauweise aus der Mitte des 18. Jahrhunderts | 094 56178          | Baudenkmal                   | Wohnhaus Ziegenberg 123           |

### Sommerschenburg
| Lage                                                                                | Bezeichnung                                              | Beschreibung | Erfassungs- nummer | Ausweisungsart               | Bild           |
| ----------------------------------------------------------------------------------- | -------------------------------------------------------- | --- | ------------------ | ---------------------------- | -------------- |
| (Karte)                                                                             | Burg Sommerschenburg mit Garten, Park und Wirtschaftshof | Seit mindestens 1088 steht hier eine Burg der Grafen von Summerschenburg. Im Jahre 1195 wurde die Burg zerstört und anschließend wieder aufgebaut. 1814 wurde das Gut von Friedrich Wilhelm III. an den Generalfeldmarschall Gneisenau geschenkt. Heute besteht das Schloss aus dem Burgfried, erbaut Ende des 12. Jahrhunderts und dem Schloss, erbaut in den Jahren 1896/1897. Es ist ein zweigeschossiger Bau im historisierenden Baustil. Im Park befindet sich das Mausoleum von Gneisenau mit ein Standbild des Generalfeldmarschall von Christian Rauch.          | 094 55698          | Baudenkmal                   | Weitere Bilder |
| Schlosshof 1                                                                        | Bergfried                                                | Bergfried | 094 55698 001      | Teilobjekt eines Baudenkmals |                |
| Schlosshof 1                                                                        | Schloss                                                  | Schloss | 094 55698 002      | Teilobjekt eines Baudenkmals |                |
| Schlosshof 1                                                                        | Gästehaus                                                | Gästehaus | 094 55698 003      | Teilobjekt eines Baudenkmals |                |
| Schlosshof 4                                                                        | Wirtschaftshof                                           | Wirtschaftshof | 094 55698 004      | Teilobjekt eines Baudenkmals |                |
| Koordinaten fehlen! Hilf mit.                                                       | Garten                                                   | Garten | 094 55698 005      | Teilobjekt eines Baudenkmals |                |
| Koordinaten fehlen! Hilf mit.                                                       | Park                                                     | Park | 094 55698 006      | Teilobjekt eines Baudenkmals |                |
| Gneisenaustraße, Flurstück 770, Flur 6, an der nord-westlichen Ecke des Schloßparks | Mausoleum                                                | Mausoleum | 094 55698 007      | Teilobjekt eines Baudenkmals |                |
| Gneisenaustraße (Karte)                                                             | Gneisenau-Gedenkstätte                                   | |                    | Kleindenkmal                 | Weitere Bilder |
| Koordinaten fehlen! Hilf mit.                                                       | Grenzstein                                               | Der Grenzstein trägt mit anderen Inschriften die Jahreszahl 1841. | 094 56505          | Baudenkmal                   |                |
| Clara-Zetkin-Straße 4 (Karte)                                                       | Wohnhaus                                                 | Das Wohnhaus wurde zu Beginn des 18. Jahrhunderts erbaut. | 094 55699          | Baudenkmal                   | BW             |
| Gneisenaustraße (Karte)                                                             | Kriegerdenkmal                                           | Das Kriegerdenkmal entstand in den 1920er Jahren. Errichtet wurde das Denkmal für die Gefallenen des Ersten Weltkrieges. Es besteht aus einer Mauer aus Granit mit der Nischen. In den rundbogigen Nischen befinden sich Gedenktafel, diese tragen als Überschrift Pflicht, Ehre und Not, auf den Tafel befinden sich weiter die Daten der Gefallenen und Vermissten. Auf der Mauer befindet sich ein Relief mit der Inschrift „Kann die die Hand nicht geben, bleibe du im ewigen Leben, mein guter Kamerad“. Zum Denkmal gehört noch ein Pfeiler mit einem Nagelkreuz. | 094 56557          | Baudenkmal                   | BW             |
| Gneisenaustraße 20 (Karte)                                                          | Kolonistenhaus                                           | Das eingeschossige Haus mit einem Krüppelwalmdach wurde in der zweiten Hälfte des 18. Jahrhunderts erbaut. | 094 55709          | Baudenkmal                   | BW             |
| Gneisenaustraße 28 (Karte)                                                          | Bauernhof                                                | | 094 55710          | Baudenkmal                   | BW             |
| Gneisenaustraße 30 (Karte)                                                          | Schule                                                   | Die Schule wurde 1824 erbaut. | 094 55711          | Baudenkmal                   | BW             |
| Gneisenaustraße 39 (Karte)                                                          | Gasthof                                                  | Der Gasthof „Zur Linde“ später „Preußischer Adler“ wurde um 1800 erbaut. Das zweigeschossige Haus ist verbrettert und hat ein Krüppelwalmdach. Die dreiachsige Fassade ist geprägt durch ein Zwerchhaus. | 094 55712          | Baudenkmal                   | BW             |
| Rudolf-Breitscheid-Straße 11 (Karte)                                                | Bauernhof                                                | | 094 55703          | Baudenkmal                   | BW             |
| Unterburg vormals Nr. 11 (Karte)                                                    | Kapelle                                                  | Maria im Hagen | 094 55705          | Baudenkmal                   | BW             |
| Unterburg 5 (Karte)                                                                 | Brauerei                                                 | | 094 56503          | Baudenkmal                   | BW             |
| Unterburg 13, 13a (Karte)                                                           | Wasserkunst                                              | | 094 55706          | Baudenkmal                   | BW             |
| Unterburg 18 (Karte)                                                                | Gasthaus                                                 | Burgkrug | 094 55707          | Baudenkmal                   | BW             |
| Unterburg 4, 5, 6, 13, 13a, 14, 15, 18, 19 (Karte)                                  | Straßenzug                                               | | 094 55708          | Denkmalbereich               | BW             |

## Ehemalige Kulturdenkmale nach Ortsteilen
Die nachfolgenden Objekte waren ursprünglich ebenfalls denkmalgeschützt oder wurden in der Literatur als Kulturdenkmale geführt. Die Denkmale bestehen heute jedoch nicht mehr, ihre Unterschutzstellung wurde aufgehoben oder sie werden nicht mehr als Denkmale betrachtet. Mitunter sind Einzelobjekte aber noch immer Bestandteil eines geschützten Denkmalbereichs.

### Sommerschenburg
| Lage                                | Bezeichnung | Beschreibung | Erfassungs- nummer | Ausweisungsart | Bild |
| ----------------------------------- | ----------- | ------------ | ------------------ | -------------- | ---- |
| Rudolf-Breitscheid-Straße 5 (Karte) | Wohnhaus    |              | 094 55700          |                | BW   |

### Sommersdorf
| Lage                     | Bezeichnung | Beschreibung | Erfassungs- nummer | Ausweisungsart | Bild |
| ------------------------ | ----------- | ------------ | ------------------ | -------------- | ---- |
| Bergstraße 6 (Karte)     | Bauernhof   |              | 094 55686          |                | BW   |
| Friedenswinkel 4 (Karte) | Bauernhof   | Ackerhof     | 094 55678          |                | BW   |

## Legende
In den Spalten befinden sich folgende Informationen:
- Lage: Nennt den Straßennamen und wenn vorhanden die Hausnummer des Kulturdenkmals. Die Grundsortierung der Liste erfolgt nach dieser Adresse. Der Link „Karte“ führt zu verschiedenen Kartendarstellungen und nennt die geographischen Koordinaten.
Link zu einem Kartenansichtstool, um Koordinaten zu setzen. In der Kartenansicht sind Baudenkmale ohne Koordinaten mit einem roten bzw. orangen Marker dargestellt und können in der Karte gesetzt werden. Baudenkmale ohne Bild sind mit einem blauen bzw. roten Marker gekennzeichnet, Baudenkmale mit Bild mit einem grünen bzw. orangen Marker.
- Offizielle Bezeichnung: Nennt den Namen, die Bezeichnung oder zumindest die Art des Kulturdenkmals und verlinkt, soweit vorhanden, auf den Artikel zum Objekt.
- Beschreibung: Nennt bauliche und geschichtliche Einzelheiten des Kulturdenkmals, vorzugsweise die Denkmaleigenschaften.
- Erfassungsnummer: Für jedes Kulturdenkmal wird in Sachsen-Anhalt eine 20stellige Erfassungsnummer vergeben. Die letzten zwölf Ziffern werden für die Untergliederung nach Teilobjekten genutzt und werden nur angegeben, soweit vergeben. In dieser Spalte kann sich folgendes Icon  befinden, dies führt zu Angaben zu diesem Baudenkmal bei Wikidata.
- Ausweisungsart: Die Einordnung des Denkmales nach § 2 Abs. 2 DenkmSchG LSA
- Bild: Ein Bild des Denkmales, und gegebenenfalls einen Link zu weiteren Fotos des Kulturdenkmals im Medienarchiv Wikimedia Commons. Wenn man auf das Kamerasymbol klickt, können Fotos zu Kulturdenkmalen aus dieser Liste hochgeladen werden: